# 卡内基科学研究所
卡内基科学研究所（英語：Carnegie Institution for Science），正式名称华盛顿卡内基研究所（英語：Carnegie Institution of Washington），是美国一家资助、进行科学研究的机构，总部位于华盛顿特区。截至2020年6月30日，研究所共获得资金9.2亿美元。2018年，科学项目、行政管理的总花费为9660万美元。2018年7月2日，艾瑞克·艾萨克斯出任研究所所长。

## 历任所长
- Daniel Coit Gilman（1902年–1904年）
- Robert S. Woodward（1904年–1920年）
- John C. Merriam（1921年–1938年）
- 万尼瓦尔·布什（1939年–1955年）
- 卡里尔·帕克·哈斯金斯（1956年–1971年）
- 菲力普·艾貝爾森（1971年–1978年）
- James D. Ebert（1978年–1987年）
- Edward E. David, Jr.（临时所长，1987年–1988年）
- Maxine F. Singer（1989年 – 2002年）
- Michael E. Gellert（临时所长，2003年1月-4月）
- Richard Meserve（2003年4月 – 2014年9月）
- 马修·P·斯科特（2014年9月1日 – 2017年12月31日）
- John Mulchaey 和郑诣先[4]（共同担任临时所长 2018年1月1日 – 2018年6月30日）
- 艾瑞克·D·艾萨克斯（2018年7月2日 – 现在）